# برلینگتون (نیویورک)
برلینگتون (به انگلیسی: Burlington) یک منطقهٔ مسکونی در ایالات متحده آمریکا است که در شهرستان آتسگو، نیویورک واقع شده‌است. برلینگتون ۱۱۶٫۵۸ کیلومتر مربع مساحت و ۱٬۱۴۰ نفر جمعیت دارد و ۵۹۷ متر بالاتر از سطح دریا واقع شده‌است.